# Allbo tingslag
Allbo tingslag, från 1940-talet benämnt Västra Värends tingslag, var ett tingslag i Kronobergs län i Västra Värends domsaga.
Tingslaget bildades 1680 och omfattade Allbo härad. Tingslaget uppgick 1971 i Ljungby tingsrätt (delarna i Älmhults kommun och Växjö tingsrätt (övriga delar) och dess domkretsar.